# Barend Hopperus Buma
Barend Hopperus Buma (Leeuwarden, Burmaniahuis, 5 augustus 1896 - Drachten, 29 april 1958) was een Nederlands burgemeester.

## Leven en werk
Hopperus Buma was lid van de familie Buma en een zoon van Wiardus Willem Hopperus Buma (1865-1934) en Petronella Johanna Alberta Diewerdina (Nellie) ter Haar (1868-1933). Hij werd vernoemd naar zijn grootvader ds. Barend ter Haar. Hij trouwde met Maria Martina Kolff (1900-1984) en Catherina van Haersma Buma (1907-1965).
Hopperus Buma was in de jaren twintig wijnbouwer in Csopak (Hongarije) aan de noordkant van het Balatonmeer. In 1928 of 1929 kwam hij terug naar Nederland en werd directeur van pelsdierfokkerij 'De Zilveren Vos' op het landgoed Refugium in Elspeet. In 1934 begon zijn loopbaan als burgemeester; hij stond achtereenvolgens in Doniawerstal (1934-1940), Haskerland (1940-1941) en Smallingerland (1941-1955). Als burgemeester droeg hij de ambtsketen die zijn grootvader Bernhardus Hopperus Buma had laten maken en die ook door zijn vader gedragen werd.